# Kya Bamba
Kya Bamba ist ein Schweizer Reggae-Dancehall-Duo aus dem Unterwallis. Das Duo besteht aus Mika und Killa B. Im Jahre 2001 gründeten sie ihr Soundsystem. Seither produzieren die beiden jede Menge exklusive Remixes und sind unter anderem auch schon mit grossen Namen des Genres wie General Levy oder Buddha Monk vom Wu-Tang Clan aufgetreten. Die beiden stellen ihre Musik kostenlos auf ihrer Webseite zur Verfügung.

## Diskographie
- Mix Cd 1 (2003)
- Mix Cd 2 (Satis'faktion) (2004)
- Mix Cd 3 (2005)
- Mix Cd 4 (2006)
- Mix Cd 5 (2008)
- Mix Cd 6 (2010)
- Mix Cd 7 (2012)[2]
- Mix Cd 8 (2013)